# Pogoda na jutro
Pogoda na jutro – polski film fabularny z 2003 roku, w reżyserii Jerzego Stuhra.
Film był kręcony w Warszawie i Krakowie od 11 marca do 16 maja 2003.

## Opis fabuły
Józef Kozioł (Jerzy Stuhr), dawny nauczyciel, a po aresztowaniu za działalność antykomunistyczną kierowca karetki pogotowia, spotyka swoją rodzinę po 17 latach spędzonych w klasztorze.
Jego żona, młodsza córka i syn wciąż nie wybaczyli mu, gdy pewnego dnia wyszedł pobiegać i już nie wrócił. Tylko Ola (starsza córka) (Barbara Kałużna) cieszy się z jego powrotu. Okaże mu najwięcej zrozumienia i wsparcia z całej rodziny. Niestety Józef nie jest gotowy do życia poza klasztorem i wkrótce po wyjściu stamtąd zaczynają się liczne problemy, kraj bowiem po 17 latach już nie jest taki sam. Zmienił się ustrój, zmienili ludzie, panują nieznane obyczaje. Były mnich nie może odnaleźć wspólnego języka z żoną i dziećmi. Syn zajął się polityką, starsza córka jest gwiazdą programu erotycznego reality-show, a młodsza dzieli czas między komputer i narkotyki.

## Obsada
- Jerzy Stuhr − Józef Kozioł
- Małgorzata Zajączkowska − Renata Kozioł
- Roma Gąsiorowska − Kinga Kozioł (debiut ekranowy)
- Barbara Kałużna − Ola Kozioł /"Claudia"
- Maciej Stuhr − Marcin Kozioł
- Krzysztof Globisz − Czesio, konkubent Renaty
- Andrzej Chyra − Jan Cichocki
- Marzena Trybała − Bożenka, znajoma Józefa
- Władysław Kowalski − przeor
- Łukasz Nowicki − głos prowadzącego program "Claudii"
- Monika Świtaj − urzędniczka
- Martyna Peszko − Magda
- Tomasz Dedek − policjant w szpitalu
- Piotr Warszawski − policjant, zatrzymujący Jana Cichockiego
- Jarosław Budnik − sprzedający klęcznik
- Dariusz Biskupski − goryl Claudii
- Ryszard Radwański − lekarz w izbie wytrzeźwień
- Andrzej Brzeski − brat Nikodem
- Artur Łodyga − ochroniarz w studiu telewizyjnym
- Stanisław Sparażyński − biskup
- Maciej Makowski − chłopak na mitingu internautów
- Paweł Kleszcz − sprzedawca w sklepie RTV
- Andrzej Andrzejewski − asystent kandydata Edwarda Gzyla
- Roman Gancarczyk − brat Wojciech
- Andrzej Franczyk − mężczyzna rzucający pomidorem w samochód Cichockiego
- Maria Maj − Jarecka, sprzątaczka w szpitalu
- Artur Janusiak − lekarz
- Edyta Łukaszewska − asystentka Cichockiego[1]
- Jan Peszek – członek protestu trzymający megafon przed sklepem z telewizorami (nie występuje w napisach)[2]
- Katarzyna Bargiełowska – podglądająca "Claudie" (nie występuje w napisach)[3]
- Joanna Pałucka – lekarka pogotowia (nie występuje w napisach)[2]

## Informacje dodatkowe
- W roli klasztornego zespołu wokalnego w filmie wystąpili członkowie grupy muzycznej Myslovitz[4].
- W roli "narzeczonego" Claudii wystąpił Andrzej Bizoń – Mister Polski[3].